# IC 5125
IC 5125 — галактика типу Sbc (компактна витягнута спіральна галактика) у сузір'ї Індіанець.
Цей об'єкт міститься в оригінальній редакції індексного каталогу.